# Palacio de Oñate
El Palacio de Oñate es un palacio hoy desaparecido que se hallaba en Madrid, España, en la calle Mayor esquina a la travesía del Arenal. Fue terminado de construir hacia el año 1670 por los condes de Oñate y Villamediana.

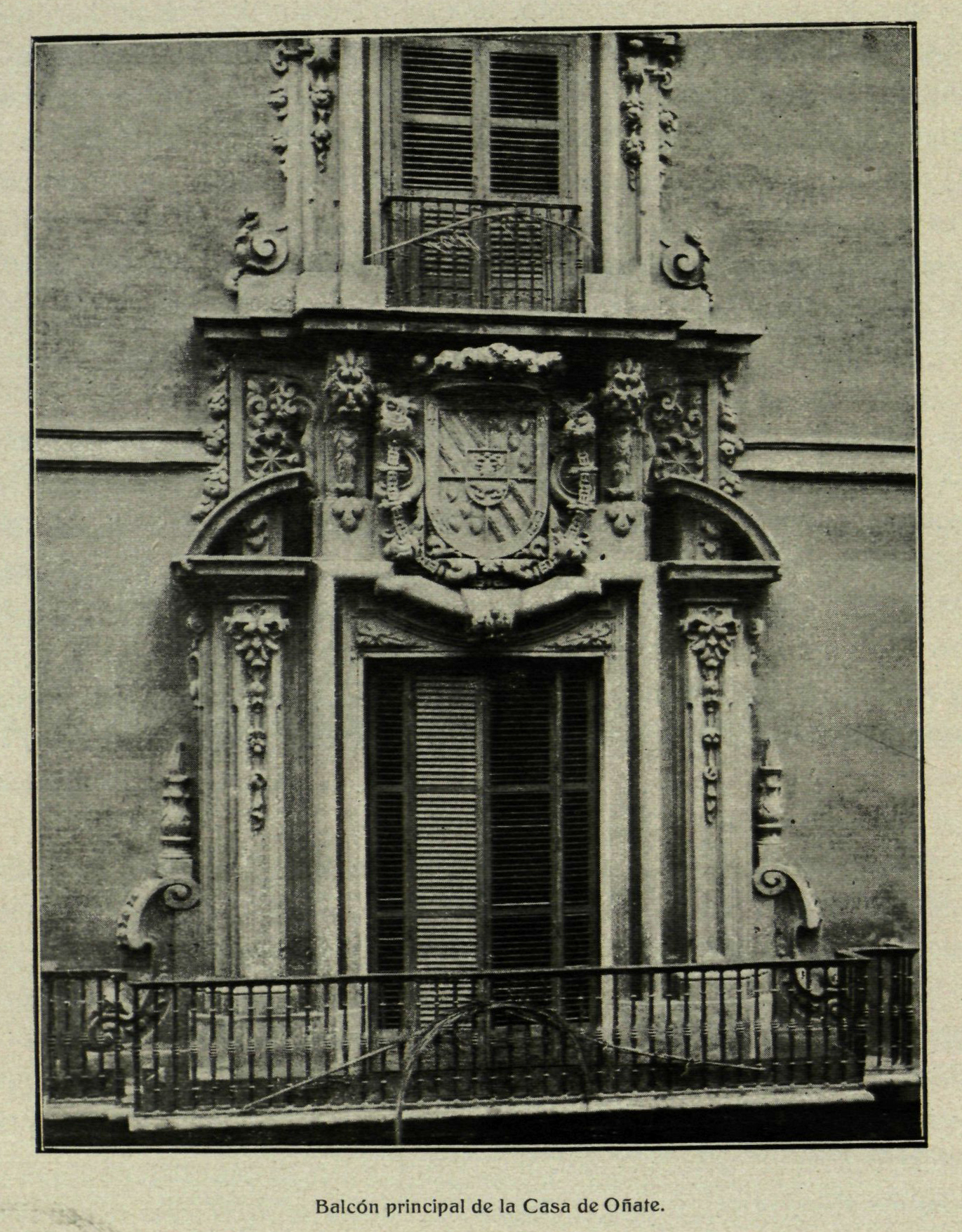
Balcón principal

La portada —obra de Pedro de Ribera o de José Benito de Churriguera, según las fuentes— y el balcón principal eran de finales del siglo XVII o principios del XVIII. La construcción del palacio supuso un punto de inflexión en la arquitectura de Ribera, pasando a un estilo «de fachadas más ostentosas» que las de sus obras previas. Desde dicho balcón la familia real presenciaba actos solemnes como la entrada en Madrid de la princesa María Luisa de Orleáns, esposa de Carlos II en 1680. 
En 1622, frente a la puerta, fue asesinado el famoso conde de Villamediana, crimen misterioso que aún sigue sin resolverse. Cuando a principios del siglo XX fue derribado, la portada se conservó muchos años en los almacenes de la Villa hasta que fue colocada en la Casa de Velázquez en 1935. Pero durante la Guerra Civil el edificio fue destruido y aunque a su término fue reconstruido la portada se perdió.